# أوغستين إدوارد
أوغستين إدوارد (بالرومانية: Augustin Eduard)‏ هو لاعب كرة قدم روماني، ولد في 1 أغسطس 1962 في ترجوفيشت في رومانيا. شارك مع منتخب رومانيا لكرة القدم. أما مع النوادي، فقد لعب مع دينامو بوخارست ونادي ستيوا بوخارست.

## مسيرته الكروية
لعب أوغستين إدوارد خلال مسيرته الاحترافية مع 4 أندية في ثلاثة عشر موسمًا وسجل خلالها 30 هدف ضمن 287 مباراة. حيث فاز في موسم واحد بالكأس وفي موسم واحد بالدوري.
خاض أوغستين إدوارد مسيرته مع أرغيس بيتيشت ‏ في موسم 1980–81 في المرة الأولى ولمدة موسمين ثم في موسم 1985–86 ليلعب معه خمسة مواسم، مشاركًا طوالها في 170 مباراة سجل خلالها 29 هدفًا. ثم انتقل إلى نادي ستيوا بوخارست في موسم 1982–83 واستمر معه طيلة ثلاثة مواسم، حيث شارك في 78 مباراة سجل خلالها هدفًا واحدًا. لينتقل بعدها إلى نادي دينامو بوخارست في موسم 1990–91 لمدة موسم واحد، مشاركًا في 11 مباراة ولم يسجل أي هدف. ثم انتقل إلى غلوريا بيستريتسا ‏ في موسم 1991–92 ولمدة موسمين، مشاركًا في 28 مباراة ولم يسجل أي هدف أيضًا.

## وصلات خارجية
- أوغستين إدوارد على موقع قاعدة بيانات كرة القدم.إي يو (الإنجليزية)
- أوغستين إدوارد على موقع ناشيونال فوتبول تيمز (الإنجليزية)
- أوغستين إدوارد على موقع Soccerway.com (الإنجليزية)